# Fritz Brupbacher

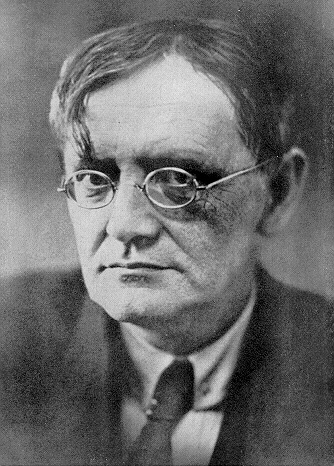
Fritz Brupbacher

Fritz Brupbacher (* 30. Juni 1874 in Zürich; † 1. Januar 1945 in Zürich) war ein Schweizer Arzt, libertärer Sozialist und Schriftsteller.

## Leben

### Jugend und Studienzeit
Sein Vater schaffte den sozialen Aufstieg vom armen Waisenkind zum Hotelbesitzer an der Zürcher Bahnhofstrasse. Seine Mutter hingegen stammte aus bürgerlichen Kreisen, in denen noch der intellektuelle Liberalismus der 1830er Jahre („Vormärz“) lebendig war. Im Gymnasium prägte sich Fritz Brupbachers freiheitliche Weltanschauung, die sein Leben wie ein roter Faden durchzieht. Nach einem Vortrag von Auguste Forel gründete er mit Max Huber den abstinenten Gymnasialverein Fortschritt.
Ab 1893 studierte er Medizin in Genf und Zürich. 1896 wurde er Präsident der Zürcher Sektion des schweizerischen akademischen Abstinentenvereins. Dieser Verein diente ihm als Plattform für literarische und sozialethische Auseinandersetzungen. Mit dem Aufsatz Unsere Kollegin setzte sich Brupbacher für das passive Wahlrecht der studierenden Frauen an der Universität Zürich ein. 1897 lernte er seine spätere Frau, die russische Studentin Lidija Petrowna Kotschetkowa (1872–1921) aus Samara an der Wolga kennen, die sich dem Sozialismus verschrieben hatte. Nach dem Staatsexamen 1898 wandte sich Brupbacher, angeregt durch Auguste Forel, den Leiter der psychiatrischen Klinik Burghölzli, der Psychiatrie zu. Zwecks Weiterbildung begab er sich deshalb 1899 an das renommierte Hôpital Salpêtrière in Paris. Während seines Aufenthalts in Paris lernte er die deutschen Schriftsteller Oskar Panizza und Frank Wedekind kennen.

### Arbeiterarzt und Sozialdemokrat
Ab 1899 wirkte Brupbacher als Anstaltsarzt in der Heil- und Pflegeanstalt Kilchberg, die er 1901 nach einer Auseinandersetzung mit dem Klinikleiter wieder verließ. 1901 eröffnete er eine eigene Arztpraxis im Zürcher Arbeiterquartier Aussersihl. Im selben Jahr heiratete er Lydia Petrowna, die nach dem Studienabschluss hauptsächlich als Ärztin in russischen Dörfern arbeitete. Das Elend, das Brupbacher als Arbeiterarzt kennenlernte, war nach seiner Ansicht die Folge von Alkoholismus und Kinderreichtum. Gegen den Alkoholismus kämpfte er bereits seit seiner Gymnasialzeit. Mit seiner Broschüre Kindersegen – und kein Ende? setzte er sich für die Geburtenkontrolle ein, um das Los der Arbeiterfrauen zu verbessern. Diese Schrift hatte ein gewaltiges Echo in der Arbeiterbewegung der deutschsprachigen Länder und erlebte in 20 Jahren eine Auflage von 500'000 Exemplaren.
Neben seiner ärztlichen Tätigkeit widmete er sich der Propaganda eines freiheitlichen Sozialismus in der Arbeiterklasse. Er gründete Lesezirkel wie das Schwänli, hielt Referate und gab von 1899 bis 1900 die Agitationszeitschrift Junge Schweiz heraus. Von 1900 bis 1904 war Brupbacher als Mitglied der Sozialdemokratischen Partei der Schweiz im Grossen Stadtrat (jetzt Gemeinderat) von Zürich. 1905 besuchten er und seine Frau den russischen Anarchisten Peter Kropotkin auf der Insel Jersey, von dessen Buch Gegenseitige Hilfe er sehr beeindruckt war. Dort lernte er auch James Guillaume kennen und begeisterte sich für den französischen revolutionären Syndikalismus. Im selben Jahr gründete er die Antimilitaristische Liga Zürich. 1907 beherbergte er Wera Figner, als sie nach 22 Jahren im Zarengefängnis in den Westen kam. 1911 reiste er zweimal nach Russland, um seine an Hungertyphus leidende Frau zu besuchen, die von der Ochrana verhaftet wurde und in Mesen in der Verbannung lebte. Ihre Partnerschaft scheiterte 1916 an der unterschiedlichen Auffassung über die entscheidende Kraft für den revolutionären Prozess in Europa. Während Petrowna sie in den russischen Bauern sah, hielt Brupbacher am Internationalismus fest.

### Politische Aktivitäten
Mit seinem Freund Max Tobler war Brupbacher von 1906 bis 1908 Herausgeber der Monatsschrift Polis. Er schrieb ausserdem Beiträge für das Volksrecht, den Vorposten, die Freie Jugend, Der Revoluzzer, Der Kämpfer, La Vie Ouvrière und andere französische syndikalistische Zeitungen. Von 1908 bis 1911 schulte er in Referentenkursen Arbeiter. Nach dem Zürcher Generalstreik von 1912 erklärte Robert Grimm der Partei: Jetzt aber raus mit Brupbacher. Der Versuch, ihn 1914 wegen seiner anarchistischen Sympathien aus der Sozialdemokratischen Partei auszuschliessen, wurde wegen des starken Widerstands seiner Freunde sistiert. 1921 verliess er selber die Partei, um in die neu gegründete Kommunistische Partei der Schweiz einzutreten. Im selben Jahr begleitete er mit Willi Münzenberg einen Nahrungsmitteltransport der Internationalen Arbeiter-Hilfe (IAH) in die Hungergebiete die RSFSR. 1933 wurde Brupbacher, der Stalin wegen seines Kampfes gegen Trotzki kritisierte, wegen «völlig antimarxistischer anarchistischer Einstellung» aus der Kommunistischen Partei ausgeschlossen.

### Sexualaufklärung mit Paulette Brupbacher
1922 begegnete Fritz Brupbacher der russischen Ärztin Paulette Goutzait-Raygrodski, die seine zweite Frau wurde. Gemeinsam führten sie zwanzig Jahre lang die Praxis in Zürich-Aussersihl. Paulette Brupbacher leistete, wie ihr Mann, Pionierarbeit auf dem Gebiet der Sexualaufklärung. Sie trat an Veranstaltungen auf, die Fritz Brupbacher als Verantwortlicher für Bildungsarbeit der KP organisierte. Sie bezog Stellung für die Abtreibung aus medizinischen, wirtschaftlichen und sozialen Gründen, forderte Kindergeld, Kinderkrippen, Mutterschaftsurlaub und die Finanzierung von Verhütungsmitteln durch die Krankenkasse. Nach einem Vortrag 1936 verhängte der Regierungsrat des Kantons Solothurn ein Redeverbot für sie, das nach einem Einspruch schliesslich durch das Bundesgericht bestätigt wurde. Ihre Erfahrungen fasste die Ärztin 1953 im Buch Meine Patientinnen zusammen.

### Freiheitskämpfer und Humanist

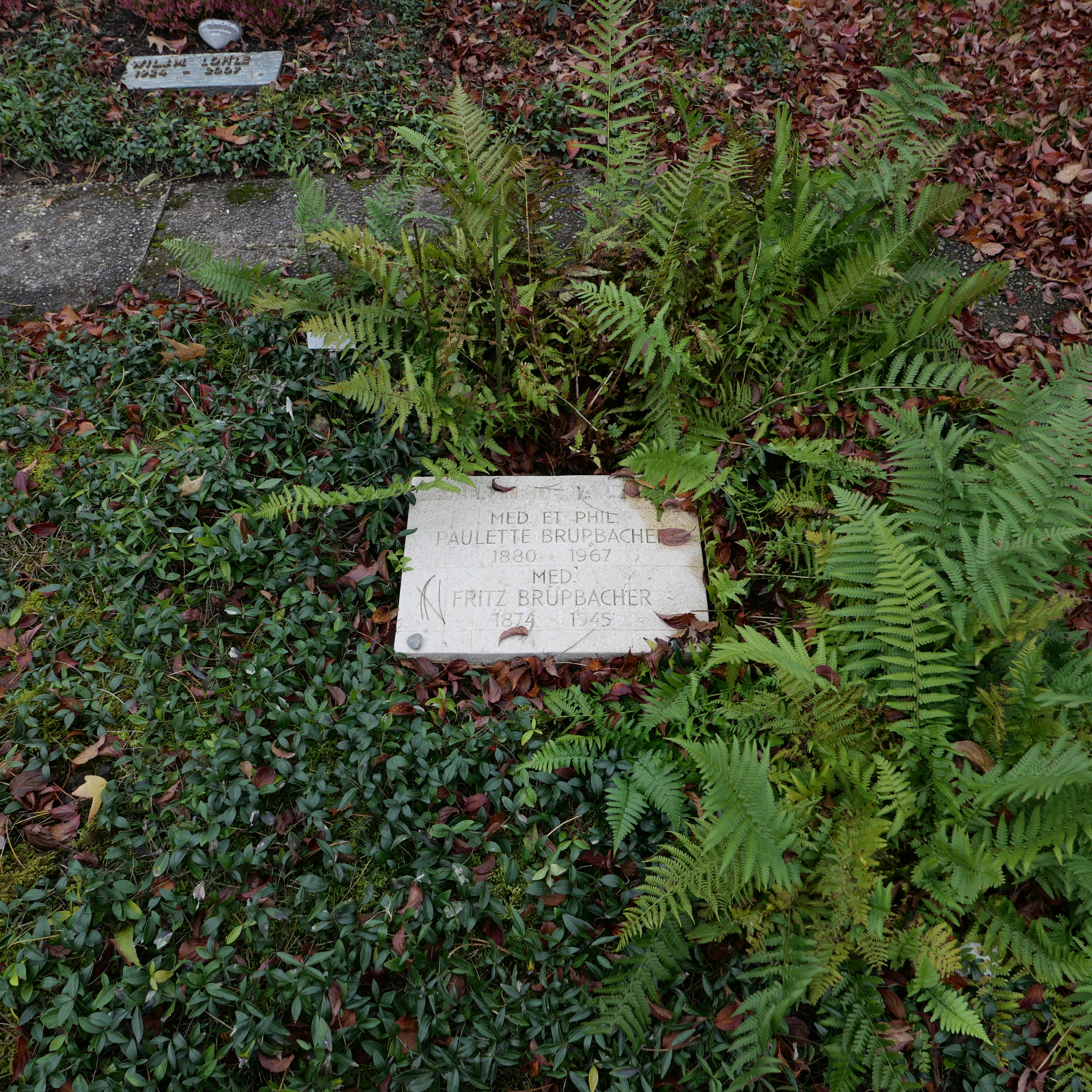
Das Urnengrab von Fritz und Paulette Brupbacher auf dem Friedhof Hönggerberg. Der Grabstein trägt die Inschrift:"AERZTE DER ARMEN"

Brupbachers Kampf für die legale Abtreibung war eine Fortsetzung seiner früheren Bemühungen um die Geburtenkontrolle. Während des Zweiten Weltkriegs schrieb er das Buch Seelenhygiene für gesunde Heiden (1943) als Kampfansage an die totalitären Kräfte. Damit wollte er die Wachhaltung des demokratischen Gedankens fördern und mithelfen, die Traditionen geistiger Freiheit und Unabhängigkeit der Schweiz weiterzuführen. Sein letztes Buch, Der Sinn des Lebens, war sein Testament „nach dem Bankrott des Sozialismus“, die Bilanz seines eigenen Wirkens „für den einfachen Menschen, der selbst denken will, der bei unsereinem ein Erbe antreten will, an dem der anknüpft, der lernen will an dem, was wir gelernt haben.“

## Ehrungen
Auf dem Friedhof Hönggerberg, wo sie ihre letzte Ruhestätte fanden, befindet sich ein Ehrenmal für Fritz und Paulette Brupbacher.
Im heutigen Zürcher Stadtkreis 3, zu dem das ehemalige Arbeiterquartier Aussersihl gehört, wurde 2009 ein aus zwei dreieckigen Flächen bestehender Platz Brupbacherplatz benannt, wobei eine Platzhälfte Fritz Brupbacher, die andere Paulette Brupbacher-Raygrodski gewidmet ist.

## Schriften
- Kindersegen – und kein Ende? Ein Wort an denkende Arbeiter. Birk, München 1903.
- Die Psychologie des Dekadenten. Thurow, Zürich 1904.
- Der Sonderbundskrieg und die Arbeiterschaft. Schweizerischer Holzarbeiterverband, Zürich 1913.
- Der Mensch. Unionsbuchhandlung, Zürich o. J. (um 1920).
- Marx und Bakunin. Ein Beitrag zur Geschichte der Internationalen Arbeiterassoziation. Birk, München 1913; Nachdruck Potsdam 2013, ISBN 978-3-922226-25-3.
- Um die Moral herum. Hoym, Hamburg 1922.
- Vom Kleinbürger zum Bolschewik. Der Firn, Berlin 1923.
- Wann ist eine ärztliche Abtreibung rechtswidrig? Bopp, Zürich 1924.
- Kindersegen, Fruchtverhütung, Fruchtabtreibung. Neuer Deutscher Verlag, Berlin 1925;5. erw. A. 1929 (Text online).
- Wo ist der Sitz der Seele? Neuer Deutscher Verlag, Berlin 1925.
- Erinnerungen eines Revoluzzers. Unionsdruckerei, Zürich 1927.
- Zürich während Krieg und Landesstreik. Unionsdruckerei, Zürich 1928.
- Michael Bakunin. Der Satan der Revolte. Neuer Deutscher Verlag, Zürich 1929; Nachdruck Frankfurt am Main 1979, ISBN 3-88215-029-7.
- Liebe, Geschlechtsbeziehungen, Geschlechtspolitik. Neuer Deutscher Verlag, Berlin 1930.
- 60 Jahre Ketzer. Selbstbiographie. Ruppli, Zürich 1935; Nachdruck Zürich 1981 mit dem Untertitel: "Ich log so wenig als möglich", ISBN 3-85791-032-1.
- Seelenhygiene für gesunde Heiden. Oprecht, Zürich 1943.
- Der Sinn des Lebens. Oprecht, Zürich 1946.
- Hingabe an die Wahrheit. Texte zur politischen Soziologie, Individualpsychologie, Anarchismus, Spießertum und Proletariat. Kramer, Westberlin 1979, ISBN 3-87956-101-X.
- Training gegen kalte Füsse. Paranoia City, Zürich 1983.

## Zeitschriftenbeiträge (Auswahl)
In: Der sozialistische Arzt.
- Der proletarische Standpunkt in der Frage der Geburtenregelung. Band V (1929), Heft 3 (September), S. 96–98 Digitalisat
- Zum Tode von August Forel. Band VII (1931), Heft 8–9 (August–September), S. 232–233 Digitalisat

In: Internationales ärztliches Bulletin.
- Kindersegen und kein Ende (Auszug aus dem Buch »60 Jahre Ketzer«.) Band II (1935), Heft 8–9 (November–Dezember), S. 118–120 Digitalisat
- Die neue Abortgesetzgebung in der Sowjetunion. Band III (1936), Heft 5–6 (Juni–Juli), S. 73–76 Digitalisat